# Квітка (Новоукраїнський район)
Кві́тка — село в Україні, у Рівнянській сільській громаді Новоукраїнського району Кіровоградської області. Населення становить 258 осіб. Орган місцевого самоврядування — Рівнянська сільська рада.

## Населення
Згідно з переписом УРСР 1989 року чисельність наявного населення села становила 282 особи, з яких 128 чоловіків та 154 жінки.
За переписом населення України 2001 року в селі мешкало 266 осіб.

### Мова
Розподіл населення за рідною мовою за даними перепису 2001 року:
| Мова       | Відсоток |
| ---------- | -------- |
| українська | 97,29 %  |
| білоруська | 1,55 %   |
| російська  | 0,78 %   |
| молдовська | 0,39 %   |